# Gribshunden
Gribshunden, Gripshunden eller Griffen, var ett örlogskepp av karacktyp i danska flottan som seglade 1486-1495. Gribshunden tjänade som flaggskepp åt den danske kungen Hans fram till år 1495 då det förliste i Ronneby skärgård i Blekinge. På 1960-talet återfanns vraket av dykarklubben Doppingarna i Ronneby. Upptäckten har under början av 2000-talet fått stor internationell uppmärksamhet, då Gribshunden lyfts fram som världens bäst bevarade senmedeltida karack. Detta, för tiden moderna skepp, lär ha varit en föregångare till andra kända fartyg som Mary Rose och Vasa. Tiden för Gribshunden förlisning var en period av stora samhälleliga och ideologiska förändringar i Europa, liksom de stora upptäckterna av Nord- och Sydamerika. Den senmedeltida skeppsbyggnadskonsten är relativt outforskad i det skandinaviska området varför Gribshundenvraket hyser stor framtida forskningspotential.

## Historia
Skeppet återkommer i dokumenten fyra gånger före sin förlisning. I dessa källor benämns skeppet som Griffen eller Griffone. Vid två tillfällen befann sig kungen ombord då han undertecknade två brev/dokument med ”in navi nostra Griffone” (”på vårt skepp Griffen”) och ”på vort skib Griffen i øresund”, åren var 1486 respektive 1491. Det har kunnat konstateras att virket som skeppet är byggt av fälldes i Frankrike vintern 1482/83. Närmare bestämt vid floden Meuse (Maas). Skeppet är således byggt någon gång mellan 1483 och 1486 då det nämns för första gången. Vidare forskning behövs kring dess ursprung och konstruktion. En teori är att det byggdes på något av de stora skeppsvarven i Nederländerna där floden Meuse (Maas) mynnar ut. Genom de arkeologiska undersökningarna har man kunnat fastställa att skeppet är en karack. En för tiden modern skeppstyp och det är osäkert om denna hade nått Danmark under 1480-talet. Marinarkeologen Lars Einarsson menar att det är mer troligt att skeppet beställdes ifrån Nederländerna av den danska kungen. Kung Hans tillträdde tronen 1481 som Danmarks regent, så byggandet av Gribshunden skedde i ett tidigt skede under hans regeringsperiod. ”Vårt skepp Griffen” var just kung Hans flaggskepp, eller huvudskepp som det senare kallas i krönikorna.

### Karacken

Modell av en medeltida karack, Sjöhistoriska museet.

Skeppet var större än de tidigare koggarna som var vanliga under medeltiden och fungerade som kombinerade handels- och krigsfartyg. Modellen som kallas karack blev en föregångare till 1500- och 1600-talens stora örlogsfartyg. Annars var den senaste tekniken att skrovens bordläggning byggdes på kravell istället för på klink, vilket möjliggjorde att skeppen kunde byggas större. Gribshunden kan ha varit av en skeppstyp som brukar kallas holk eller krejare, vilket är ett klinkbyggt fartyg som kunde brukas för både handel och militära ändamål. 

### Flottan
Det sena 1400-talet var en omvälvande tid både i europeisk och nordisk historia. I Europa spred sig renässansens humanistiska idéer och de gamla ”medeltida” traditionerna som varit gällande fick undan för undan ge vika för den stundande reformationen och så småningom den tidigmoderna tiden. Med kyrkans och påvens makt över staterna befäste monarkin sin makt desto starkare. Den medeltida samhörigheten genom den katolska kyrkan med påven som huvudman ersattes så småningom av samhörigheten i nationalstaterna med den starke monarken som enande kraft. Kung Hans etablerande av en stark flotta kan ses som ett led i denna ideologiska förändring. När han tillträdde som kung över Danmark och Norge rådde sedan länge en maktkamp i Norden där den försvagade Kalmarunionen stod på spel. Kalmarunionen hade under drottning Margareta av Danmark år 1397 enat de nordiska rikena, Sverige, Norge och Danmark. 
Unionen styrdes av en unionskung som tillsattes genom val, men vid Kristoffer av Bayerns plötsliga bortgång 1448 kunde riksråden inte enas om en given tronpretendent. Således valdes en regent till Sverige respektive Danmark. När kung Hans tillträdde tronen 1481 var det endast som kung över Danmark. Men vid ett politiskt möte i Halmstad 1483 togs han även upp som kung av Norge, även kallat Halmstad recess. Vid ett möte i Kalmar senare samma år erkändes han även av det svenska riksrådet som kung av Sverige, enligt Kalmar recess. Ett återinförande av en unionskung verkade vara inom räckhåll men den svenske riksföreståndaren Sten Sture d.ä. vägrade acceptera Kalmar recess och lyckades genom politiska intriger att i fjorton år förhala kung Hans svenska trontillträde. 
Gribshunden återfinns ytterligare två gånger i sina samtida dokument, från 1487 samt 1493. I dessa omnämningar har skeppet seglats i politiska syften. År 1487 görs en räkenskap inför en seglats till Gotland. I räkenskapen beskrivs den danska flottans skepp och kapacitet. Tolv stycken skepp är listade och Griffen uppges vara näst störst. Var måhända uppbyggandet av en stark flotta en medveten maktdemonstration från kung Hans sida för att stävja riksföreståndaren Sten Sture d.ä.? Den planerade seglatsen till Gotland var för att förhindra Sten Sture d.ä. från att ta makten över ön och intentionen lyckades. Sex år senare, 1493, seglades Gribshunden och ytterligare ett skepp, Svanen, som sändebud till England. I Nordsjön rådde sedan lång tid en kamp om fiske och handel, men till slut slöts 1490 en evig fred mellan länderna Danmark och England. Dock bara som sändebud nämner denna källa för första gången bestyckningen på ett av de två fartygen. Dessvärre är det oklart vilket av skeppen bestyckningen gäller. Det fanns ombord ”56 bössor, 12 bössor med silverkammare, 10 skeppsglavind (svärd), stöpformar och 200 blylod.” (Sjöblom, I,Gribshunden (1495). Skeppsvrak vid Stora Ekön, Ronneby, Blekinge. Rapport 2015:21. sid. 39)

## Förlisningen
År 1494 planerades ett Kalmarmöte där man påföljande midsommar skulle ha ett kungaval. Kung Hans lämnade därför Köpenhamn våren 1495 för mötet i Kalmar. På vägen dit blev hans danska flotta tvungen att söka skydd och kastade ankar utanför Stora Ekön i Ronneby skärgård i Blekinge. Under denna period tillhörde Blekinge det danska riket och Ronneby var länets största stad. Ankringsplatsen utanför Stora Ekön var välkänd och använd sedan långt tillbaka eftersom den gav ett bra skydd mot Östersjöns öppna hav. Enligt med skeppet samtida källor utbröt en brand ombord vilket bidrog till att skeppet exploderade och sjönk.

## Krönikor om förlisningen
Östersjön har tusentals skepp som av en eller annan anledning gått till botten, men Gribshundens förlisning skedde i samband med ett kungligt och ytterst viktigt politiskt möte och händelsen fångade sin samtids intresse. Förloppet finns nedtecknat i fem krönikor från olika platser runt Östersjön. Tyge Krabbe ombord på skeppet var ögonvittne till förlisningen, Caspar Weinrich berättar om händelsen i sin krönika över Danzig, Reimari Kock skriver om förlisningen i sin krönika över Lübeck, den ingår i Sturekrönikans senare del författad av ärkebiskop Jakob Ulvsson, samt i Arild Huitfeldts krönika över kung Hans. Krönikorna ger oss en inblick i hur förlisningen kan ha gått till. De beskriver att kung Hans seglade från Danmark till Kalmar för att delta vid unionsmötet med det svenska riksrådet Sten Sture d.ä. Kungen seglade med Danmarks och Norges råd. Vid ”Egesund” utanför Ronneby fattade skeppet eld och kungens huvudskepp gick till botten. Ombord på skeppet fanns föremål som behövdes vid det stundande mötet, bland annat kungens förråd av kläder och andra ting, dokument och brev. Det berättas att kungen hade lämnat skeppet innan elden bröt ut, men av de cirka 150 män som fanns ombord omkom flertalet. Dock har det inte påträffats några mänskliga kvarlevor under senare tiders marinarkeologiska undersökningar.
Utdrag till krönikorna är hämtade ur ”Gribshunden (1495). Skeppsvrak vid Stora Ekön, Ronneby, Blekinge. Rapport 2015:21.”  Artikel av Ingvar Sjöblom.
Tyge Krabbes ögonvittnesskildring:
”Itemb det aar, mand schreff 1494, da vaar berammit enn herredag at staa i Kalmarn imellem kong Hans, gammell h . Steen Sture och Suerrigis rigis raad, och da løb kong Hanns affsted med Danmarckis och Norgis raad; (da var jeg hans naades dreng og medfølgede), och vi komb i en haffn vden Rendebye som kaldes Egesund, och der kom ild vdi hans nades hoffuitskib, som kaldis Gribhund, och bleff der mange riddermendtsmend och fattige karle brendt ihiell och der bleff denn bugende doctor med og jeg fik og nogen skade der.” 
Caspar Weinrich krönika från Danzig:
”Item disz voryor reidede konig hans von Danmark strak zu mit schiffen und aller macht Kalmar einen Tag zu halden kegen her Stehen aus Schweden und kwam vor Rottenbue, do verbrante im der Grifun wol mit 150 man, und der verlosz do gros gut ynne und von der tagefart wae nichts...” 
Sturekrönikan:
”Han hadhe een kraffweel som heth Griphundh
han opbran i Kalmara sundh
paa honum war v c [500] skerpentiner oc än meer tha thet ärendith
saa önskeliga skeer eelden in i pulfuerith full.” 
Arild Huitfeldts krönika över kung Hans:
”kom der uforvarende ild udi en stor kravel, han havde, hed «Gribshunden», man ved ikke hvoraf den ild kom, dog skal det gerne være sket af skødesløshed, at der enten er kommet ild udi arkeliet eller køkkenet af fyrstedet. Fornævnte skib opbrændte aldeles, en del folk blev forbrændt, en del sprang sig udi sænk.” 
Raimari Kocks krönika från Lübeck:
”Idt was auerst könige hansen ein besöndrich vngelucke wedderfahren, als he to Calmeren was gekamen, denn als baldt e könink van sinem schepe im bothe tho lande gefahren wa skum dat de köninck datt landt anrörede, quam dat fuer im schepe int puluer vnde dat ganze schip is verbrandt mit alle des königes kleidern, klenodien, segel vnde breuen, vnde is dem könige grott schade wedderfahren.” 

## Vraket
Dykargruppen Doppingarna i Ronneby upptäckte vraket på 1960/70-talen och har dykt i där i omgångar. Vraket ligger relativt grunt, på cirka tio meters djup, norr om Stora Ekön i Ronneby skärgård. Platsen är och har genom historien varit en välkänd ankringsplats. Under slutet av 1990-talet och början av 2000-talet upptäckte Doppingarna fynd av bearbetade stockar. Fynden gjorde att dykarna kontaktade Kalmar länsmuseum som i sin tur undersökt vraket vid flera tillfällen; 2001, 2002, 2006 och 2012. 
Vraket har lätt slagsida åt styrbord. Förstäven är orienterad mot Stora Eköns strand i söder.  
Vid tidigare undersökningar har fartygets huvuddimensioner uppskattats till 20-30 meters längd och 10 meters bredd.
 

Vid besiktningen 2013 påträffades förstäven och längden över stäv kunde därmed uppskattas till omkring 30-32 meter. Utöver detta har förkastellet, med det skulpterade monstret stuckit ut ytterligare ett par meter föröver och akterkastellet hängt ut någon meter över aktern, vilket ger en totallängd på omkring 35 meter. 

Preliminär planskiss av vrakplatsen. Bokstäverna anger, A: uppskattad kölsträckning, B: akterstäv, C: bottenstockar, D: förstäv, E: berghult, F: roder, G: däcksbalkar, H: balkvägare, I: balkvägare, J: betingbalk, K: eventuellt fäste för kanon, L: upplängor från akterkastellet, M: bevarat däck i förskeppet, N: förkastellets styrbordssida, O: förkastellets babordssida, P: klysförtimring (ligger ovanpå ytterligare en dito), Q: kastelltimmer/figurhuvud, R: lagring för gångspel?, S: fockmastfot, T: mesanmastfot (Niklas Eriksson).

### Undersökningarna 2001, 2002, 2006 och 2012.

#### 2001
Målet med den första undersökningen 2001 var en generell undersökning av platsen samt en provtagning för datering. Dateringen gjordes med hjälp av dendrokronologiska prover, samt analys av lösfynd och fartygstyp. I en dendrokronologisk undersökning analyseras årsringarna på aktuella träföremål, i detta fall Gribshundens skeppsvirke. Resultaten visade att virket som skeppet var byggt av var fällt vintern 1482/83.  
Lösfynden bestod av armborstpilar, lavetter, gångspel, och laggstavar. Arkeologerna kunde konstatera att de bearbetade stockarna som Doppingarna hade påträffat var lavetter av senmedeltida typ. Denna tolkning överensstämde väl med resultaten från dendrodateringen. Det gick även att urskilja delar av skeppskonstruktionen som var byggd på klink, alltså med överlappande plankor. Detta var det vanligaste sättet att bygga skepp på under medeltiden. Under den aktuella perioden dock under utfasning i byggandet av större skepp. Man började istället bygga på kravell, alltså med bordläggningsplankorna kant i kant. 

#### 2002
Året efter den första undersökningen fortsatte arbetet med vraket. Detta år var syftet med undersökningen att göra en foto- och videodokumentation samt mäta in lösfynd. Syftet var att kartlägga vrakets disposition utifrån de olika skeppsdelar arkeologerna kunde urskilja och eventuellt utröna vilken typ av skepp det rörde sig om. Kunskapen om de senmedeltida skeppsbyggnadstraditionerna är ett relativt outforskat fält inom den svenska forskningen. Korrelationen mellan dendrodateringen och den kulturhistoriska dateringen av fynden öppnar upp för möjligheten att det rör sig om det danska 1400-talsskeppet Gribshunden. 
Nio stycken lavetter och ett gångspel bärgades. Lavetterna har varit hållare till kanoner av typen skerpentiner. Dock har det inte påträffats några kanoner på vraket men spår av materialet järn på lavetterna vittnar om att de troligen fanns ombord när skeppet sjönk. I Sturekrönikan finns ett avsnitt som berättar om förlisningen och krönikören nämner att skeppet hade när olyckan inträffade 500 skerpentiner ombord. Antalet kanoner har tolkats som överdrivet men i detta fall så kompletterar ting och text varandra. Troligen har de vittrat bort under tiden på havsbottnen. Arkeologerna gjorde bedömningen att det borde ha funnits fler kanoner ombord än de som påträffades, men med tanke på vrakets läge är det inte omöjligt att kanonerna bärgades under sin samtid. 

#### 2006
Under 2006 års undersökningar gjordes det första provschaktet på vraket. Förhoppningen var att finna föremål och indikatorer som kunde bekräfta den historiska kontexten. Nämligen att det verkligen rörde sig om skeppet Gribshunden. Dessvärre fann arkeologerna inga föremål som direkt kunde ge en äldsta datering av skeppet. Däremot kunde bordläggningen dokumenteras och den bedömdes vara byggd på kravell. Vraket kunde konstateras ha bordläggning konstruerad av både klink och kravell. Arkeologerna gjorde bedömningen att skeppstypen var en karack. Detta var en ny typ av skepp som har sitt ursprung vid Medelhavet. I denna typ av skepp är merparten byggd på kravell medan sidorna högst upp i för och akter var byggda på klink. 
I schaktet påträffades en variation av fyndkategorier så som kläder, mat, byggnadsmaterial, vapen och utsmyckningar. Genom fortsatta undersökningar skulle den stora variationen av fynd ge en god inblick om livet ombord på ett senmedeltida krigsfartyg. Det gjordes även fynd av kalksten som troligen härrör från Saltholm i Danmark. Resultatet blev ytterligare en indikation på att vraket är det danska skeppet Gribshunden.

#### 2012
Detta år utfördes en hydroakustisk kartering över området. Denna skulle ge en ökad förståelse för vrakets spridning över havsbottnen, förlisningsprocessen, alltså hur det gick till när skeppet sjönk, samt mönster över de nedbrytningsprocesser som sker kontinuerligt. Arkeologerna passade även på att ta prover till ytterligare en dendrokronologisk undersökning av virket. Resultaten av dateringen förblev den samma med fällningsåret satt till vintern 1482/83. Däremot kompletterades kunskapen kring virkets geografiska ursprung till nordöstra Frankrike. Närmare bestämt till området kring floden Meuse (Maas). Denna flod mynnar ut i Nordsjön där många av de stora nederländska skeppsvarven var förlagda. En teori är att skeppet beställdes från Nederländerna av den danske kungen då Danmark vid 1400-talets slut inte besatt kunskapen att bygga denna nya typ av krigsskepp; karacken. År 2012 var sista året som Kalmar läns museum drev projektet. Ansvaret kom sedan att lämnas över till Blekinge museum och MARIS på Södertörns högskola. 

### Undersökningar2013och 2015

#### 2013
Under våren 2013 inleddes samarbetet mellan Blekinge museum och MARIS på Södertörns Högskola. Detta år genomfördes två besiktningar av vrakplatsen och grundläggningen av platsens stora potential i skeppsarkeologiska studier. Det konstateras att vraket är unikt genom att vara det enda bevarat av denna skeppstyp. De första undersökningarna genomfördes som en del av Södertörns projekt "Ships at War". 

#### 2015
Detta år fortsatte de arkeologiska undersökningar och dokumentationen av Gribshunden. Det var två syften med undersökningen, dels att utreda skrovets bevarandegrad, vilket är av stor vikt i en diskussion om vrakets framtid. Dels att undersöka skeppets konstruktion i relation till andra samtida vrak. Vrakplatsen dokumenterades med tre olika tekniker vars resultat sammanställdes till en planskiss som gav arkeologerna möjlighet att få en överblick av vraket. Planskissen hjälper till i analysen av skeppets konsktruktion. Multistrålelod användes för att ge en överblick av vrakets proportioner och dess förhållande till topografin. En 3D-modell togs fram genom fotogrammetri och platsen har även dokumenterats med en GoPro filmkamera, med vars hjälp arkeologerna upprättade en fotomosaik. Resultaten visar att förkastellet är i bra skick. Delar av stridsplattformen har påträffats och troligen kan utrymmet under plattformen rekonstrueras med hjälp av framtida undersökningar. Just i detta parti finns det underliggande däcket bevarat. De första undersökningarna utfördes i juni och det var under denna tid som arkeolgerna påträffade skeppets figurhuvud. I samråd med Länsstyrelsen i Blekinge togs ett beslut att skyddsbärga figurhuvudet i augusti samma år. Bärgningen fick stor internationell medial uppmärksamhet, eftersom det antas vara det tidigaste figurhuvud som bärgats från ett örlogsfartyg.

## Figurhuvudet
[uppföljning saknas]
Figurhuvudet består av en cirka 3,5 meter lång balk vars ena ände föreställer ett grinande fantasimonster med vassa tänder, runda öron och små ögon. Monstret som ser ut att vara en korsning mellan krokodil och hund håller ett skrikande människohuvud i sin mun. Balken antas ha varit en stävfigur och suttit längst fram på skeppet. Av tradition brukar man döpa skepp efter deras galjonsfigurer. Det är alltså fullt möjligt att skeppet Gribshunden, eller Griffen, blivit uppkallad efter sitt figurhuvud.
I mars 2016 skickades figurhuvudet till Nationalmuseet i Köpenhamn för konservering och där kommer det att stanna till december 2018. I februari 2017 kom resultat från den färganalys som gjordes av konservatorerna på Nationalmuseet. Denna visar att det finns färgrester på figurhuvudet men vilka färger det rör sig om är svårt att säga. Ytterligare undersökningar behövs för att komplettera resultatet. Det finns i nuläget inga jämförbara analyser inom området, vilket gör att resultatet ökar vrakets framtida forskningspotential ytterligare.